# Aleksandr Smolyar
Aleksandr Smolyar, né le 19 juillet 2001 à Ioujno-Sakhalinsk, est un pilote automobile russe. Soutenu par SMP Racing, il participe au championnat de Formule 3 FIA en 2020, au sein de l'écurie ART Grand Prix.

## Biographie

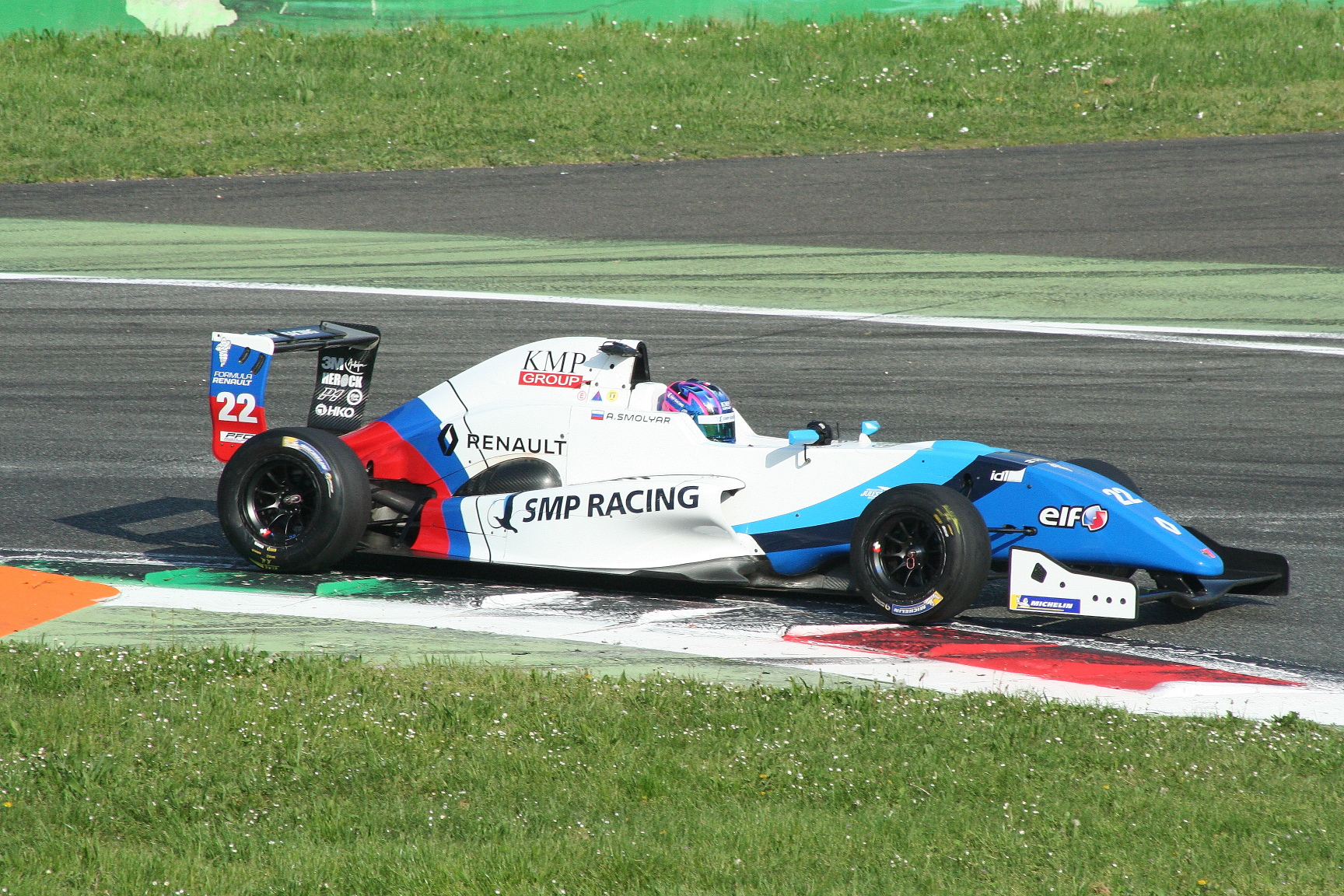
Aleksandr Smolyar en Formule Renault 2.0 en 2018 à Monza.

Aleksandr Smolyar commence le karting au niveau international à onze ans, remportant diverses compétitions comme le championnat de Russie en 2015, et le prestigieux Trofeo Margutti en 2016. Avec le soutien de l'écurie russe SMP Racing, il passe en monoplace en 2017, terminant notamment 3e du championnat d'Europe du Nord de Formule 4 et vice-champion d'Espagne de Formule 4 derrière Christian Lundgaard,.
En 2018, il monte en Formula Renault Eurocup avec Tech 1 Racing, avec l'ambition d'être le meilleur débutant du championnat. Toutefois, la saison se révèle compliquée pour le pilote russe, seulement douzième, devancé par six autres débutants. Il rebondit en 2019 avec R-ace GP, où il se montre constamment aux avants-postes, avec notamment trois victoires, dont une à Monaco. C'est lors de sa troisième et dernière victoire au Hockenheimring qu'il est mathématiquement éliminé pour le titre : il doit se contenter de la troisième place au classement général derrière Oscar Piastri et Victor Martins.
En 2020, grâce au soutien de SMP Racing, il rejoint la Formule 3 FIA, avec ART Grand Prix, aux côtés de Théo Pourchaire et Sebastián Fernández,. Il monte sur son premier podium lors de la course 2 de la manche de Monza en terminant troisième. Il se classe onzième du championnat avec 58 points. L'année suivante, il est reconduit par ART Grand Prix pour une deuxième saison. Il remporte sa première victoire lors de la manche d'ouverture puis une deuxième lors de la seconde manche, faisant de lui un des favoris pour le titre, il se montre régulier lors des manches suivantes avec deux troisième places en Belgique et aux Pays-Bas avant de céder en fin de saison. Il termine la saison à la sixième place du championnat avec 107 points.
Pour la saison 2022, Smolyar devait être transféré vers MP Motorsport mais l'invasion de l'Ukraine par la Russie met en danger sa participation. À la suite de ce conflit, la FIA prononce un bannissement des pilotes russes des principaux championnats du monde qu'elle organise. En réponse à cette décision, le pilote et son principal sponsor SMP Racing refusent d'accepter le code de conduite mis en place par la FIA et décident de quitter le navire. Il dispute néanmoins les tests d'avant-saison de Bahreïn organisés du 2 au 4 mars 2022. Finalement malgré les sanctions, le pilote est confirmé par MP Motorsport, le 17 mars pour disputer la saison 2022 mais devra courir sous le drapeau de la FIA.

## Résultats en compétition automobile
| Saison | Championnat                               | Écurie         | Courses | Victoires | Pole positions | Meilleurs tours | Podiums | Points | Classement |
| ------ | ----------------------------------------- | -------------- | ------- | --------- | -------------- | --------------- | ------- | ------ | ---------- |
| 2017   | Championnat d'Europe du Nord de Formule 4 | SMP Racing     | 21      | 0         | 2              | 3               | 11      | 217    | 3e         |
| 2017   | Championnat d'Espagne de Formule 4        | SMP Racing     | 20      | 7         | 6              | 3               | 13      | 264    | 3e         |
| 2018   | Eurocup Formula Renault                   | Tech 1 Racing  | 20      | 0         | 0              | 1               | 0       | 57     | 12e        |
| 2018   | Formula Renault 2.0 NEC                   | Tech 1 Racing  | 10      | 0         | 0              | 0               | 0       | 18     | 17e        |
| 2019   | Eurocup Formula Renault                   | R-ace GP       | 20      | 3         | 2              | 4               | 10      | 255    | 3e         |
| 2020   | Formule 3 FIA                             | ART Grand Prix | 18      | 0         | 1              | 1               | 1       | 58     | 11e        |
| 2021   | Formule 3 FIA                             | ART Grand Prix | 20      | 2         | 0              | 2               | 4       | 107    | 6e         |
| 2022   | Formule 3 FIA                             | MP Motorsport  | 16      | 1         | 2              | 1               | 3       | 76     | 10e        |